# Saint-Médard, Charente-Maritime
Saint-Médard là một xã trong tỉnh Charente-Maritime trong vùng Nouvelle-Aquitaine, tây nam nước Pháp. Xã Saint-Médard, Charente-Maritime nằm ở khu vực có độ cao từ 38-91 mét trên mực nước biển.
Thị trấn nằm bên hữu ngạn sông Seugne, sông chảy hướng tây bắc qua phía tây thị trấn.

## Lịch sử biến động dân số
| Năm  | Dân số | Mật độ | Phần trăm của tổng |
| ---- | ------ | ------ | ------------------ |
| 1962 | 52     | -      | -                  |
| 1968 | 58     | -      | -                  |
| 1975 | 70     | -      | -                  |
| 1982 | 55     | -      | -                  |
| 1990 | 48     | -      | -                  |
| 1999 | 72     | 18/km² | 0.7%               |